# Mable John
Mable John (Bastrop, Luisiana, 3 de noviembre de 1930-Los Ángeles, 25 de agosto de 2022) fue una cantante estadounidense de música soul. Fue la primera cantante contratada por Berry Gordy en la discográfica Motown.

## Biografía
Nació en Bastrop (Luisiana) el 3 de noviembre de 1930, y en su juventud se trasladó hasta el sur de Detroit para buscar empleo. Después de graduarse en Pershing High School, fue contratada por Bertha, madre de Berry Gordy, en la empresa que esta regentaba. En 1959 empezó a grabar para Gordy, editando el sencillo "Who Wouldn't Love a Man Like That" ya en 1960. A finales de ese mismo año lanzó "No love" y un año después "Actions Speak Louder Than Words". Fue la primera artista contratada por Motown, que depuró su estilo blues para acercarlo más al soul y el R&B. En 1962 disolvió su contrato, y en esta última etapa ya solo hacía coros a otros artists nuevos de la compañía. 
Tras abandonar Motown formó parte durante varios años de The Raelettes, el conjunto vocal femenino que acompañaba a Ray Charles. En 1966 empezó una nueva carrera en solitario dentro de Stax. El primer sencillo en la compañía fue "Your Good Thing is About to End" que la devolvió la panorama musical. Editó seis singles más en la compañía, pero ninguno alcanzó los altos puestos de este primero. Tras abandonar en 1968 Stax vovlió de nuevo a formar parte de The Raelettes. En 1973 abandonó la música secular y se dedicó en pleno al góspel, a pesar de que de vez en cuando hacía apariciones en colaboraciones de estudio. En 1994 recibió el premio "Pioneer Award" por parte de la "Rhythm and blues Foundation".

## Discografía

### Álbumes
- Stay Out of the Kitchen (1966, Stax)
- Where can I find Jesus (1993)

### Sencillos
- "You are only my love!" (1960)
- "Who Wouldn't Love a Man Like That?" (1960, Tamla)
- "(I Guess There's) No Love" (1960)
- "Actions Speak Louder Than Words" (1961)
- "Your Good Thing Is About to End" (1966, Stax) R&B: #6 US: #95
- "You're Taking Up Another Man's Place" (1966)
- "Same Time, Same Place" (1967)
- "I'm a Big Girl Now" (1967)
- "Don't Hit Me No More" (1967)
- "Able Mable" (1968)
- "Running Out" (1968)
- "Time Stops" (1991)